# Clorinde (1808)
Pour les autres navires du même nom, voir Clorinde (navire) et HMS Aurora.
La Clorinde est une frégate de la marine française, cinquième navire de la classe Pallas (en), lancée en 1808 après avoir été mise en chantier le 19 juin 1806. Elle possédait quarante-quatre canons et a été conçue par Sané.

## Services
La Clorinde prend son service en juin 1809 avec Le Milan (seize canons) et La Renommée (trente-huit canons). En septembre 1809, elle fait route avec la Renommée, La Loire et La Seine vers la Guadeloupe. Le 13 décembre, elle capture, sous le commandement du capitaine Jacques de Saint-Cricq, la HMS Junon (qui avait été prise auparavant par les Britanniques en tant que navire français) commandée par John Shortland (en). Mais le commandant de l'escadre, François Roquebert, la trouve dans un tel état qu'il ordonne de la mettre hors service et de la détruire.
Elle part ensuite de Brest en février 1811 avec La Renommée et La Néréide, pour protéger l'île de France (aujourd'hui île Maurice) après que l'île Bonaparte (aujourd'hui La Réunion) eut été prise par les Anglais. La Clorinde met quatre-vingt-treize jours pour arriver à l'île de France, ayant passé le cap de Bonne-Espérance le 18 avril. Elle arrive le 6 mai au large du port du Sud-Est. Les officiers français apprennent alors que l'île est passée sous domination britannique depuis cinq mois. Les navires décident de faire des vivres à Madagascar, où ils arrivent le 19 mai. Ensuite la Clorinde prend part à la bataille de Tamatave le 20 mai 1811.
Elle arrive trop tard pour sauver les frégates la Renommée (commandée par le capitaine Roquebert, commandant de division) et la Néréide (en) (commandée par le capitaine Le Maresquier puis après sa mort par le commandant en second François Ponée). Après la bataille, La Clorinde part pour les Seychelles où elle arrive à Mahé le 30 mai et après ravitaillement retourne à Brest, en ayant pris au passage la cargaison de navires anglais, le 24 septembre 1811. Son commandant, le capitaine Jacques de Saint-Cricq, est accusé d'avoir fui le combat et désobéi aux ordres de commandement de ses supérieurs. Il est jugé comme coupable à un conseil de guerre tenu en 1812, démis de sa Légion d'honneur, dégradé et condamné à trois ans de prison. L'arrivée de Louis XVIII au pouvoir casse la décision du tribunal et il est réhabilité, ayant clamé son innocence par des requêtes justificatives.
Le 25 février 1814, La Clorinde commandée par Denis-Lagarde est prise en chasse par la frégate anglaise HMS Eurotas (trente-huit canons) à la latitude 47° 40' N., et la longitude de 9° 30' O. au sud de l'Irlande. Un combat violent s'ensuit pendant deux heures et vingt minutes au cours duquel les deux navires sont démâtés. L'équipage britannique perd trente hommes (dont le commandant de bord, le capitaine John Phillimore (en)) et vingt blessés ; l'équipage français quatre-vingts hommes et trente blessés. Les deux navires procèdent à des travaux de réparation pendant la nuit, lorsqu'au matin les deux navires anglais HMS Dryad (en) et HMS Achates entrent en action.
La Clorinde tombe après le premier coup de canon de le HMS Dryad qui l'amène à Portsmouth. Elle est rebaptisée en HMS Aurora et mise au service des opérations navales d'Amérique du Sud à partir de 1821, puis sert dans l'océan Indien en 1827 et dans les Caraïbes l'année suivante.
Elle sert de dépôt de charbon à Falmouth à partir de 1832, puis est mise à la casse en 1851.